# レテプリニム
レテプリニム（英: Leteprinim; Neotrofin, AIT-082）は、神経保護作用と向知性作用を持つヒポキサンチン誘導体薬 。神経成長因子の放出を刺激し、脳内のニューロンの生存を促進するとされており  、アルツハイマー病、パーキンソン病、脳梗塞の治療薬となることが期待されている。